# Bergkirche (Stoob)

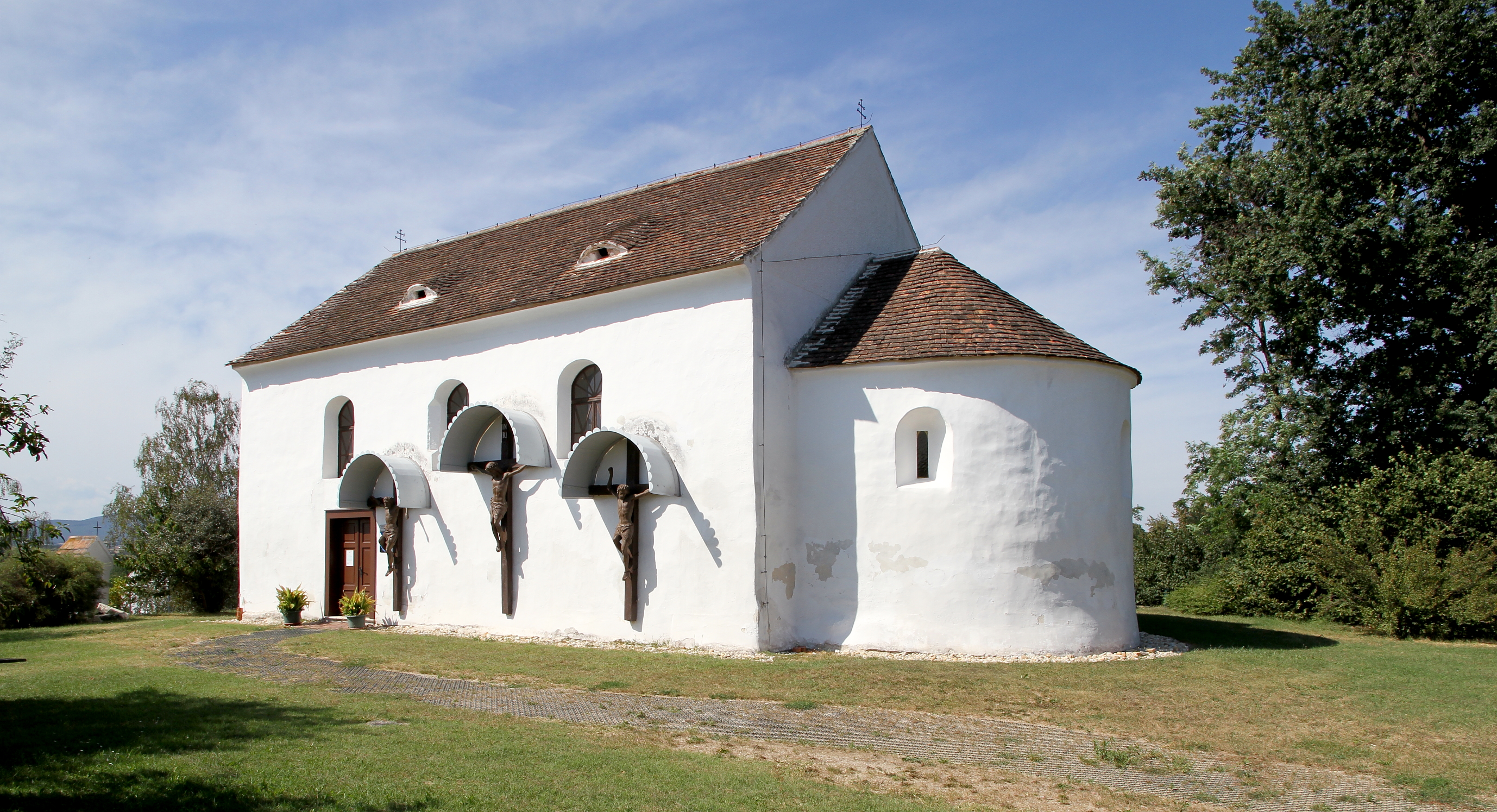
Bergkirche hl. Johannes der Täufer

Die römisch-katholische Stoober Bergkirche steht mittig seitlich östlich des langen Straßendorfes Stoob im Burgenland auf einem Hügel in beherrschender Lage.

## Geschichte
Östlich vom Ort befand sich am Gaberlingbach eine römerzeitliche Siedlung. Am Standort der Kirche wird als Vorläufer eine befestigte Stelle mit einem Turm angenommen. Die kleine Kirche wurde im 13. Jahrhundert gebaut und dem Patrozinium Johannes der Täufer geweiht.
In den Jahren 1956 bis 1959 wurde im Ort abseits der Hauptstraße eine neue Pfarrkirche errichtet. Eine Glocke der Bergkirche mit der Jahreszahl 1535 wurde dorthin übertragen.

## Beschreibung
Die Bergkirche ist ein romanischer Rechteckbau ohne Kirchturm mit Halbkreisapsis und freigelegter Holzdecke. Die dreiachsige Westempore besitzt eine Holzbrüstung. In den Jahren 1970 bis 1975 fanden Renovierungsarbeiten der Kirche statt. Dabei wurden Wandmalereireste Christus in der Mandorla und Johannes der Täufer mit den Evangelisten aus den Jahren 1220 bis 1230 in der Apsis freigelegt. An der südlichen Außenwand sind die Figuren Gekreuzigter und die zwei Schächer, gefertigt im Jahr 1891 als Grödentaler Arbeit, zu finden.